# 东洋共产党 (1929年)
东洋共产党（越南语：／?），又称印度支那共产党，是法属印度支那的一个共产主义政党。1929年3月，越南青年革命同志会的一些成员建立该党。1930年2月3日，该党与东洋共产联团、安南共产党召开统一会议，建立越南共产党（同年10月，改名为印度支那共产党）。